# Castel dell’Ovo

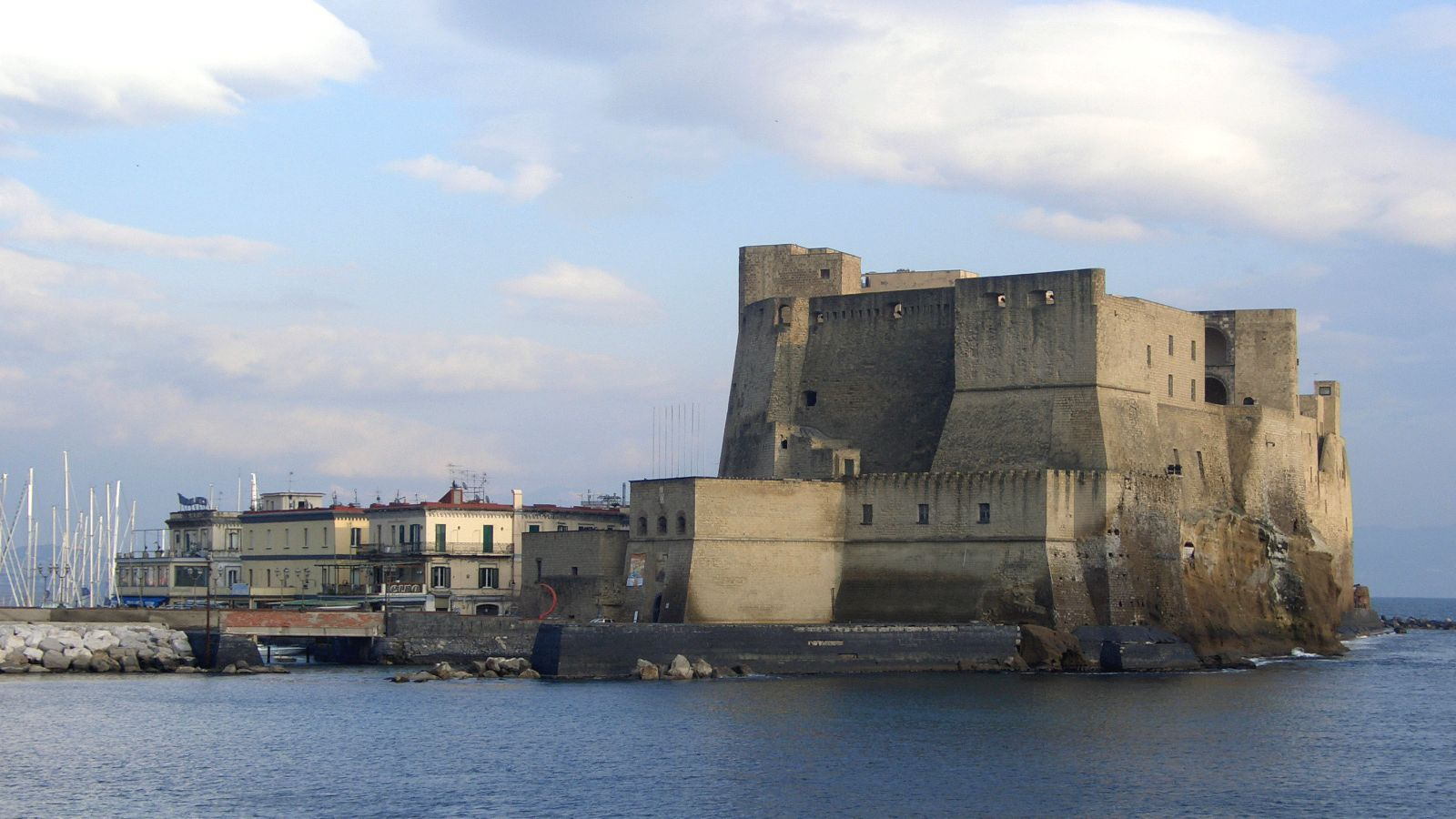
Castel dell’Ovo

Das Castel dell’Ovo (latein. Castellum Lucullanum, deutsch Eierfestung) ist die älteste erhaltene Befestigung der Stadt Neapel. Sie befindet sich im Stadtteil San Ferdinando auf der kleinen Insel Megaride, die durch einen begehbaren Steg mit dem Festland verbunden ist. Ihr Name (Eierfestung) kommt von einer Legende, nach der der römische Dichter Vergil ein Ei in das Fundament des Bauwerks gelegt haben soll. Im Mittelalter stand Vergil im Ruf, ein mächtiger Zauberer gewesen zu sein. Die Festung wie auch die Stadt sollen nach dieser Legende das Schicksal des Eis teilen. Solange das Ei heil bliebe, sei auch die Stadt vor dem Untergang geschützt. Im Mittelalter musste ein Regent Neapels zumindest einmal während seiner Herrschaft hinaus zur Festung gehen und das Volk von der Unversehrtheit des Eis überzeugen.
Nach einer weiteren Legende soll die Sirene Parthenope, die sich ins Meer gestürzt hatte, nachdem sie Odysseus mit ihrem Gesang nicht hatte bezaubern können, an dieser Stelle an Land gespült worden sein.
Die heutige Festung wurde in verschiedenen Phasen vom 1. Jahrhundert v. Chr. bis ins 16. Jahrhundert erbaut und seitdem oft renoviert. Die Lage der Befestigung bietet eine hervorragende Sicht auf die Hafenfront der Stadt wie auch deren Umgebung.

## Von der Antike bis zur Spätantike
Im 6. Jahrhundert vor Christus gründeten griechische Kolonisten aus dem nördlich gelegenen Cumae auf der Insel Megaride den ursprünglichen Kernbereich der Stadt. Im ersten vorchristlichen Jahrhundert erbaute der römische Patricier Lucius Licinius Lucullus an dieser Stelle die großartige Villa Castellum Lucullanum. Mitte des fünften nachchristlichen Jahrhunderts befestigte Valentinian III. die Anlage. Hierhin wurde der letzte römische Kaiser, Romulus Augustulus, im Jahre 476 verbannt. Nach 492 gründete Eugippius an dieser Stelle ein Kloster.

## Von den Normannen bis zu den Napoleonischen Eroberungskriegen

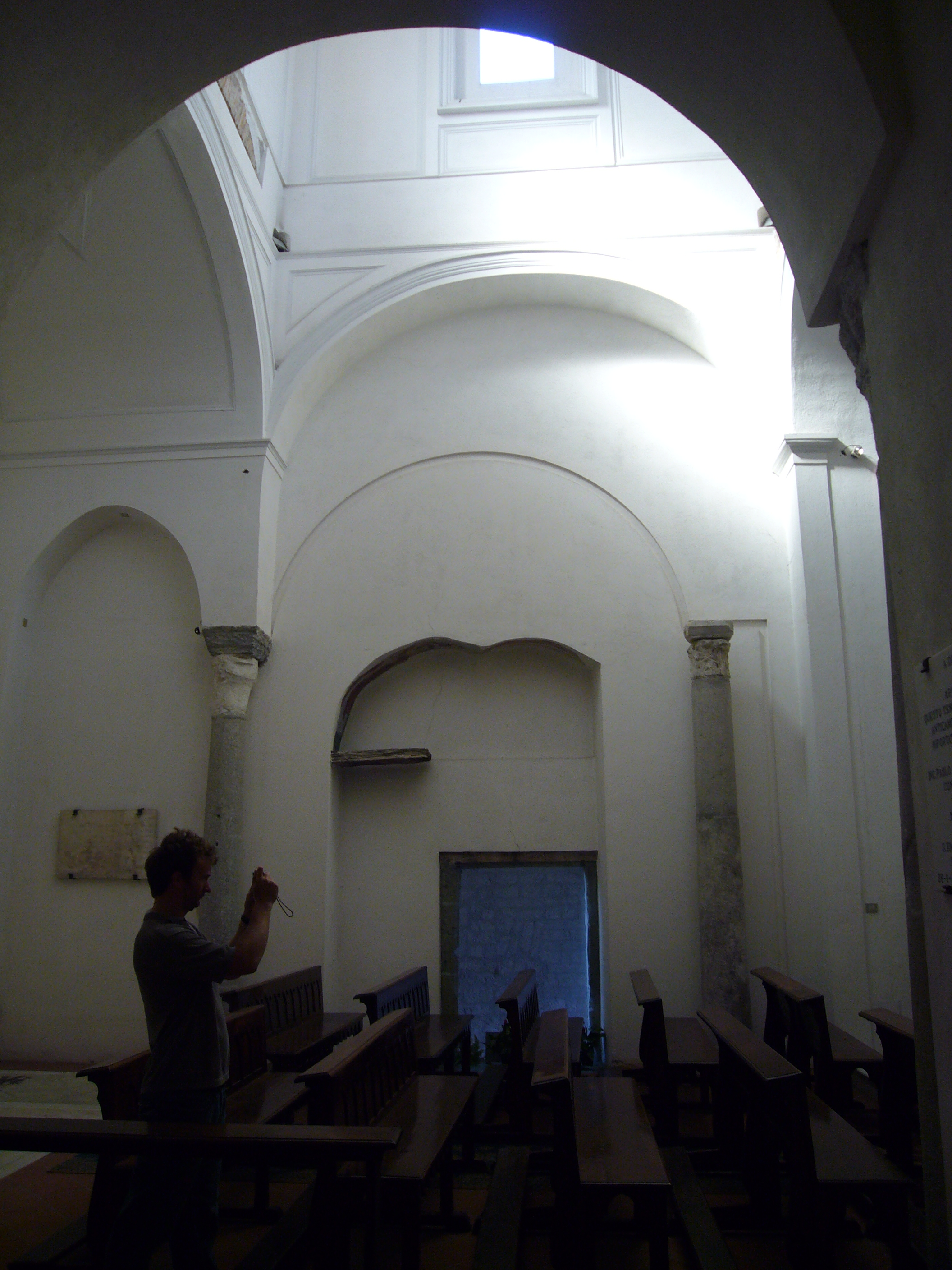
Innenaufnahme der Kapelle

Um den Sarazenen die Nutzung der Anlage zu verwehren, wurden die Ruinen aus römischer Zeit sowie spätere Befestigungen von den Bewohnern im 9. Jahrhundert abgerissen. An deren Stelle wurde im 12. Jahrhundert von den Normannen die erste Burg errichtet. Roger II. (Sizilien), welcher Neapel 1140 eroberte, erwählte Castel dell’Ovo zu seinem Herrschaftssitz. Als König Karl I. Anjou eine neue Burg, Castel Nuovo, erbauen ließ und seinen Hof dorthin verlegte, begann die Wichtigkeit des Castel dell’Ovo nachzulassen. Das Castel dell’Ovo wurde zum Sitz der Königlichen Kammer und der Staatlichen Schatzkammer. Außerdem diente es als Gefängnis. Der Staufer Konradin wurde 1268 nach seiner Gefangennahme und vor seiner Hinrichtung in der Festung gefangen gehalten.
Das derzeitige Erscheinungsbild ist auf die Zeit der Aragonesischen Herrschaft zurückzuführen (15. Jahrhundert). Während der Italienischen Kriege wurde es von französischer und spanischer Artillerie getroffen und beschädigt; zu Zeiten der Neapolitanischen Republik 1799 wurden seine Kanonen von den Rebellen verwendet, um den bourbonenfreundlichen Anteil der Stadtbevölkerung einzuschüchtern und in Schach zu halten.

## Gegenwart
Im Laufe des 19. Jahrhunderts entwickelte sich ein kleines Fischerdorf – (Borgo Marinari) – entlang des Ostwalls der Festung. Das Dorf besteht weiterhin und ist bekannt für seine Marina und die dortigen Restaurants. Über eine mehr als 100 m lange Dammstraße, welche Frischverheirateten als beliebter Ort für Hochzeitsfotos dient, ist die Burg mit dem restlichen Stadtgebiet verbunden. Die Burg an sich hat einen rechteckigen Grundriss (schätzungsweise 200 × 45 Meter) und verfügt über eine spitzwinklige, den Damm überschauende Bastion. Innerhalb der Mauern befinden sich mehrere Gebäude, welche häufig für Ausstellungen und besondere Veranstaltungen genutzt werden. Hinter der Burg liegt ein langgezogenes Kap zum Meer hin, welches möglicherweise als Andockstelle genutzt wurde. Außerhalb der Burgmauern steht südwestlich ein großer Rundturm.

## Bilder

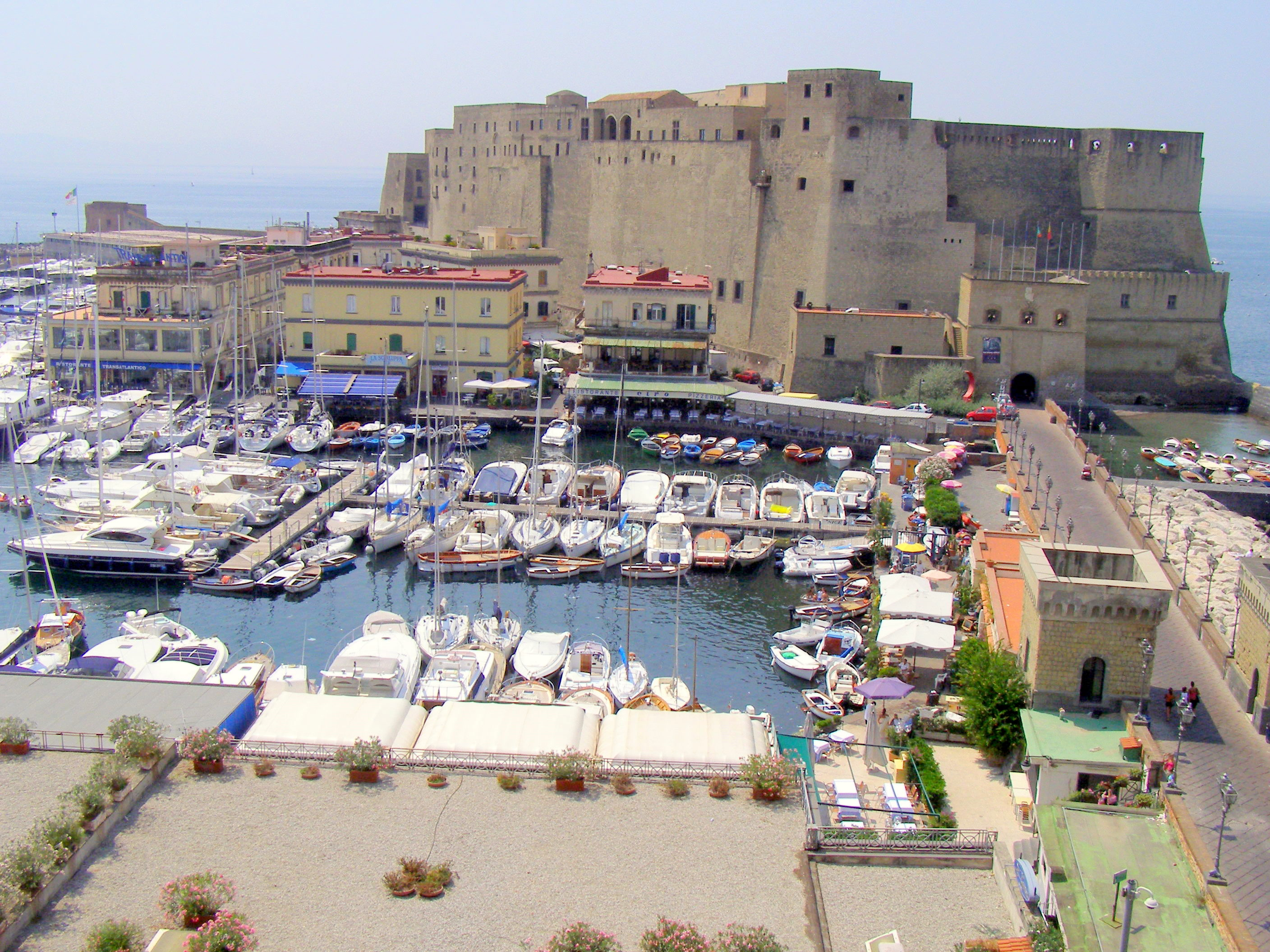
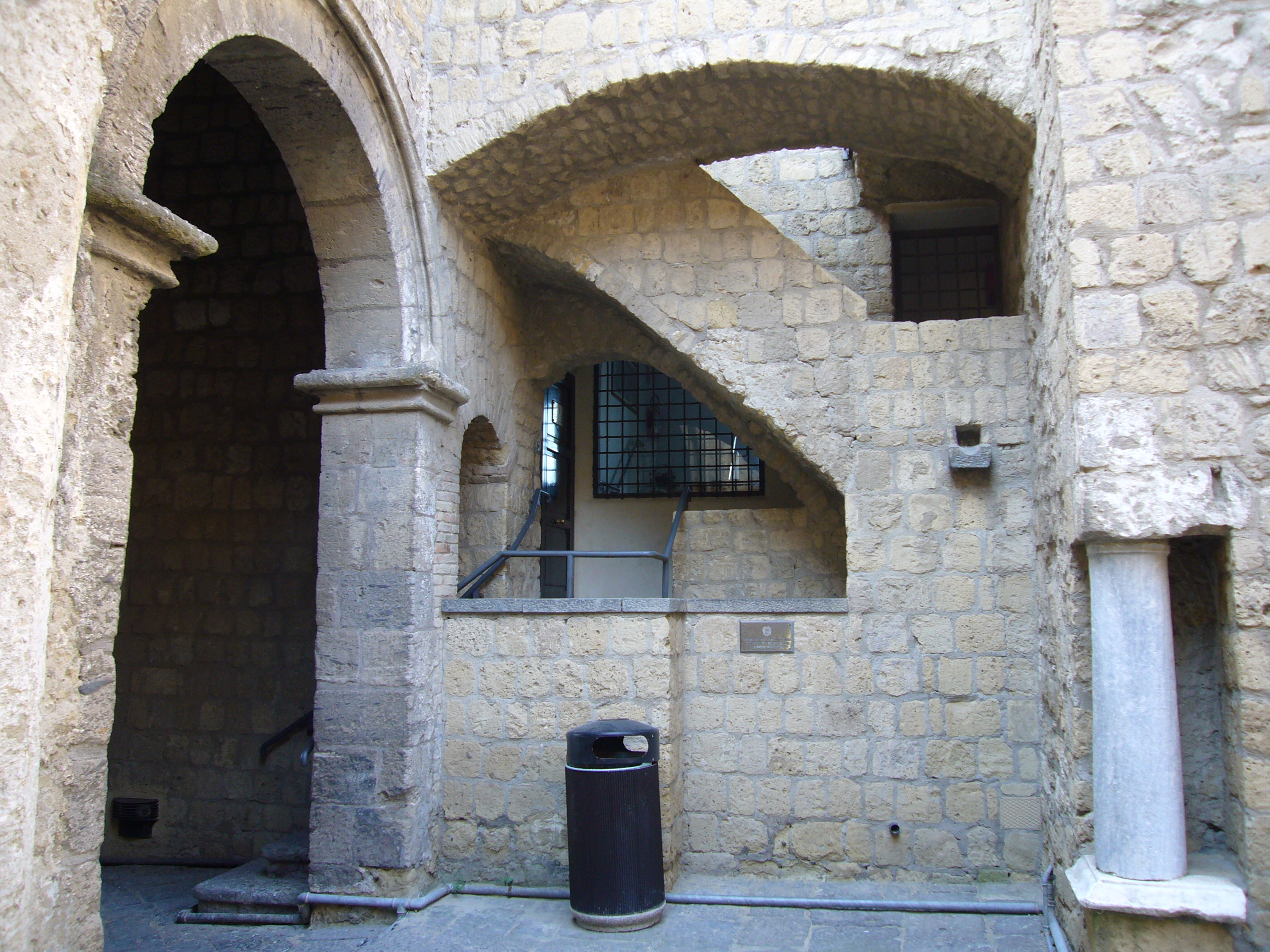
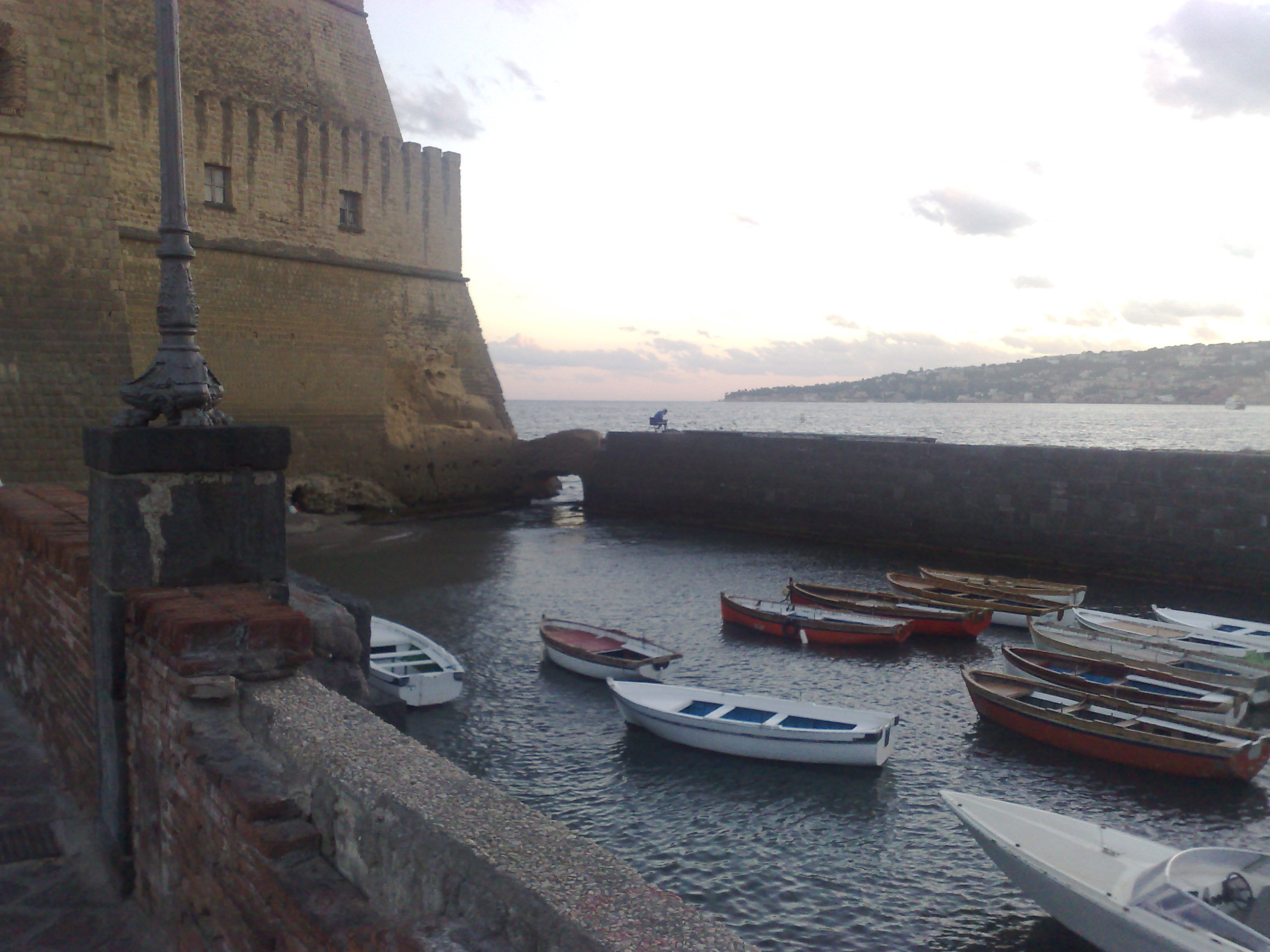
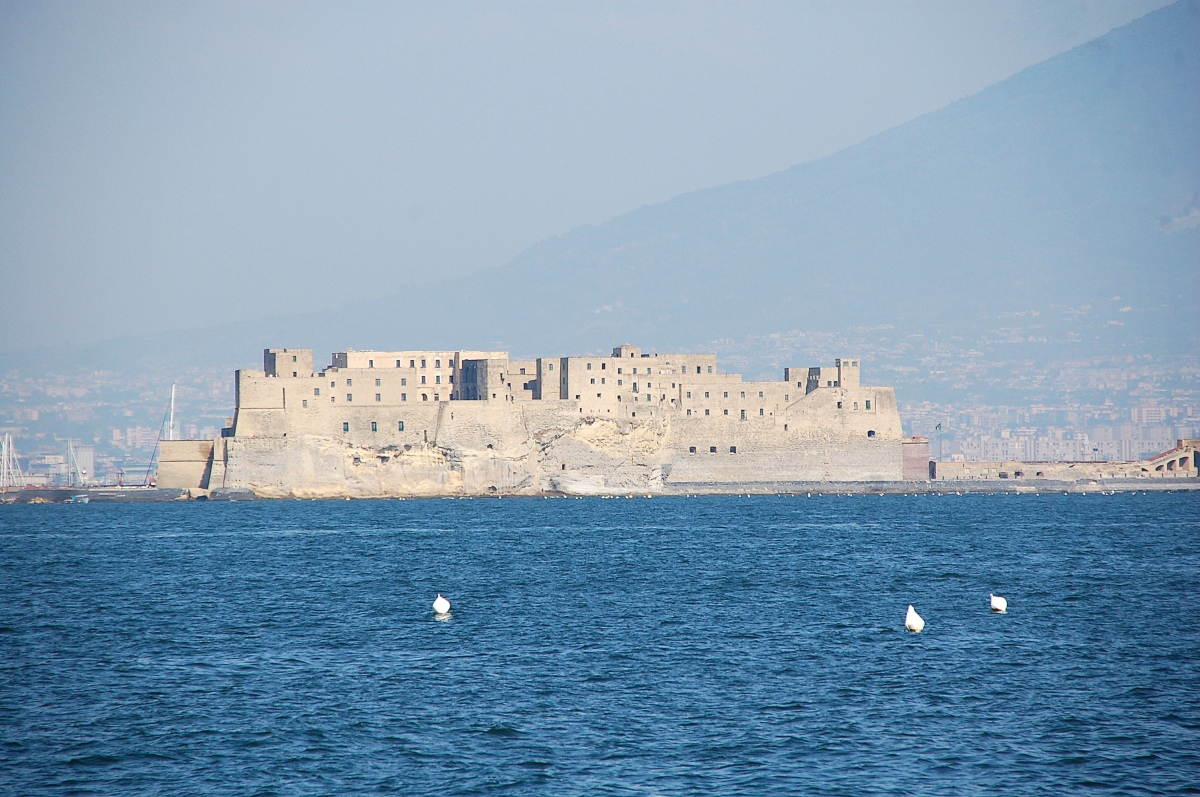
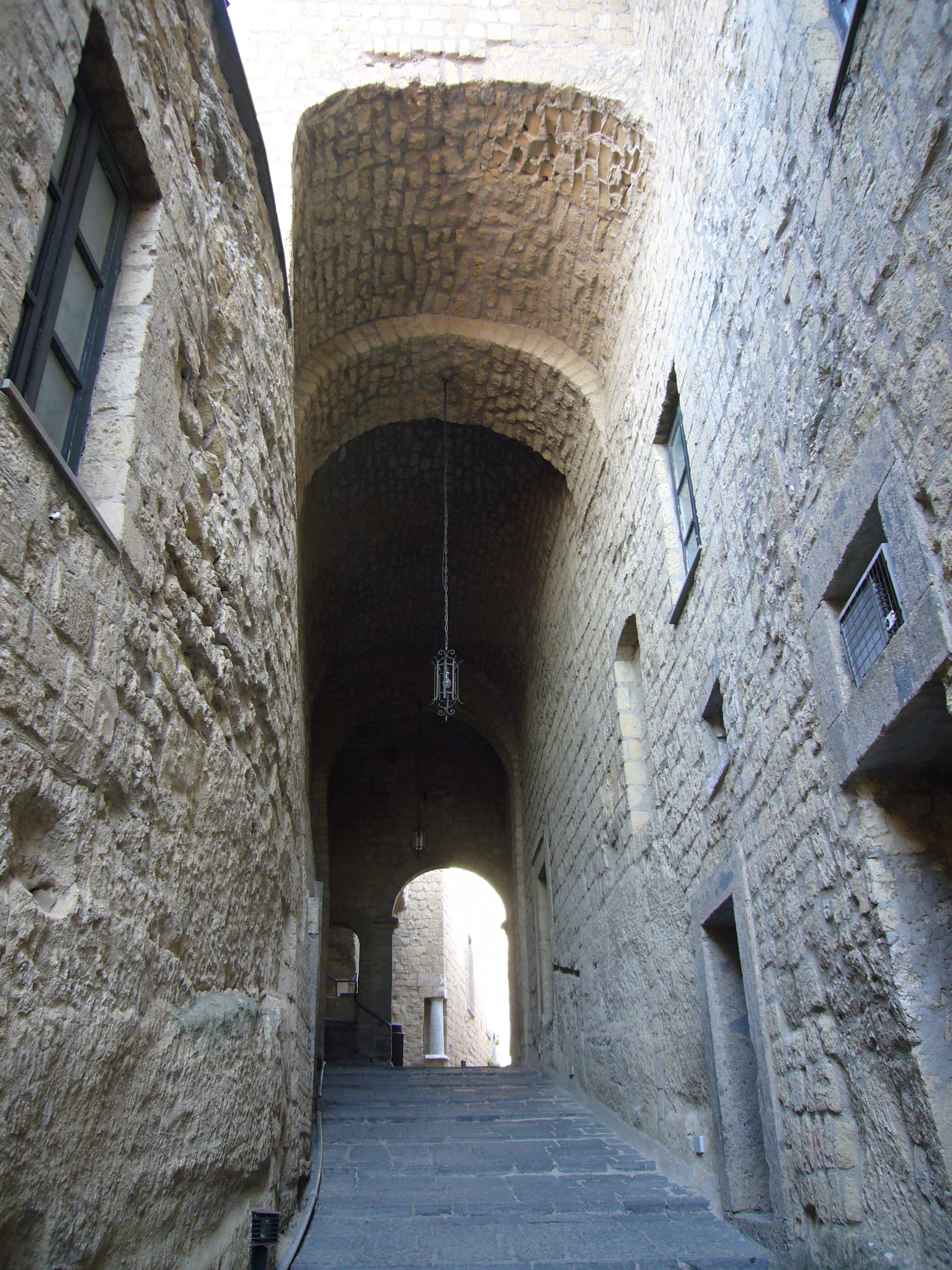
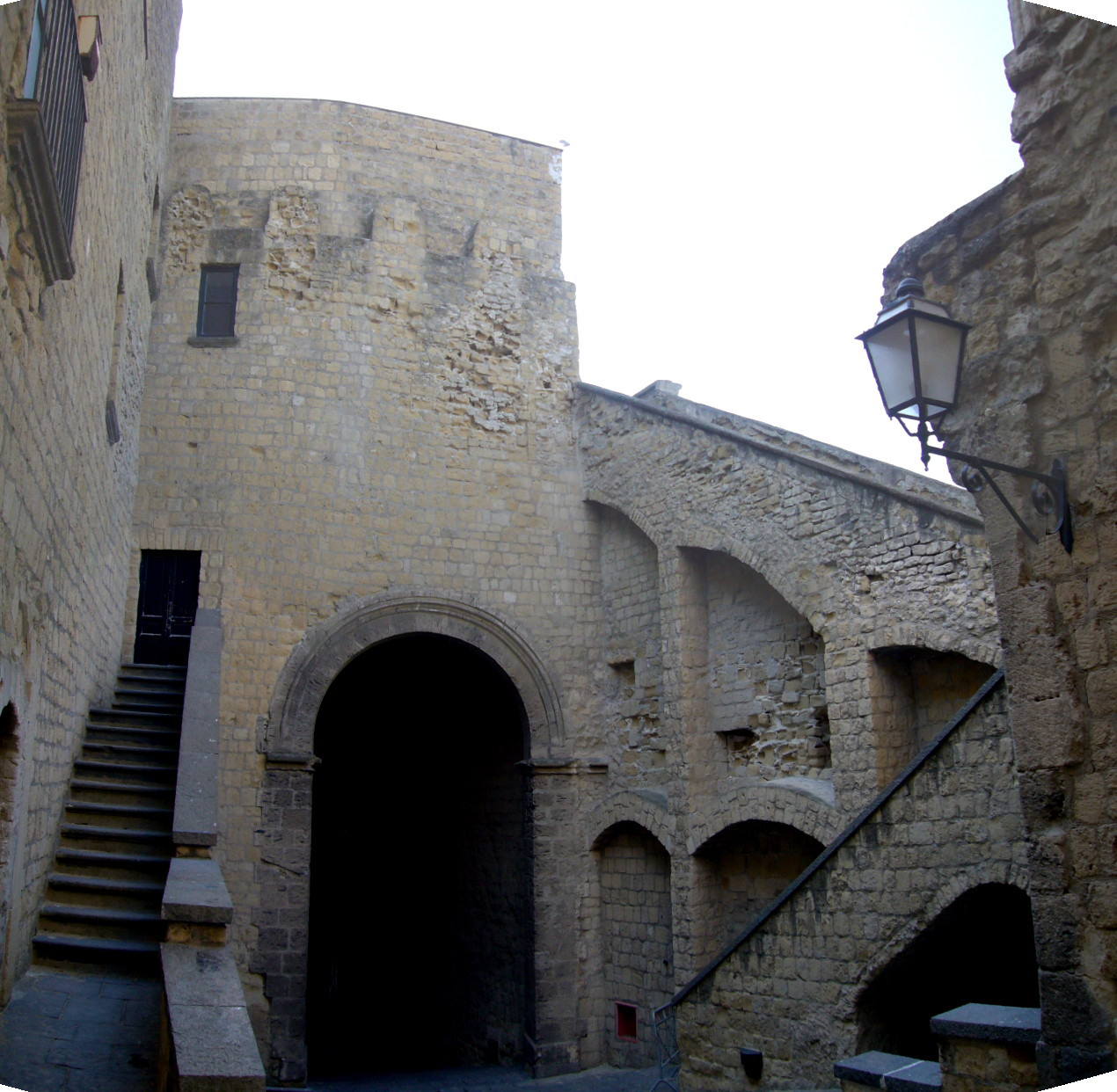